# Артур Олех
Артур Олех (нар. 22 червня 1940 у Львові, помер 13 серпня 2010 у Вроцлаві ) — польський боксер, дворазовий олімпійський віце-чемпіон, офіцер Громадянської міліції.

## Резюме
Він виступав у найлегшій та найлегшій вагових дивізіонах. Найбільших успіхів він досяг у найлегшій ваговій категорії. Він двічі брав участь в Олімпійських іграх (у Токіо 1964 та Мексиці 1968 ), обидва рази дійшовши до фіналу та здобувши срібну медаль. Його переможець у Токіо, італієць Фернандо Ацрорі, пізніше став чемпіоном Європи серед професіоналів.
Олеч також брав участь у чемпіонаті Європи: у Бухаресті 1969 року він здобув бронзову медаль у найлегшій вазі.
Він чотири рази був чемпіоном Польщі у найлегшій вазі (1962, 1963, 1965 та 1966), а також один раз віце-чемпіоном (1964 – програв у фіналі своєму брату-близнюку Збігнєву).
Він провів 315 боїв на рингу, з яких програв лише 12.
Більшу частину своєї кар'єри він представляв вроцлавську гвардію, обіймав звичайну посаду в поліції, а пізніше працював у поліції, де знайшов роботу офіцером після завершення спортивної кар'єри (вчитель фізичного виховання).
Його брат-близнюк Збігнєв також був боксером вищого рівня у найлегшій ваговій категорії, триразовим чемпіоном Польщі.
Окрім боксу, він закінчив педагогічний факультет Вроцлавського університету. Протягом багатьох років він був офіцером Громадянської міліції (звання майора).
Згідно з повідомленнями під час служби 31 серпня 1982 року, під час воєнного стану, він брав участь у розгоні демонстрації, організованої на другу річницю підписання серпневих угод НСЗЗ «Солідарність». Він нібито був одним із людей, які використовували бойові набої, та відповідальним за стрілянину по Казімежу Міхальчику. Через смерть Олеча розслідування цієї справи було припинено.

Похований на цвинтарі Особовіце у Вроцлаві.

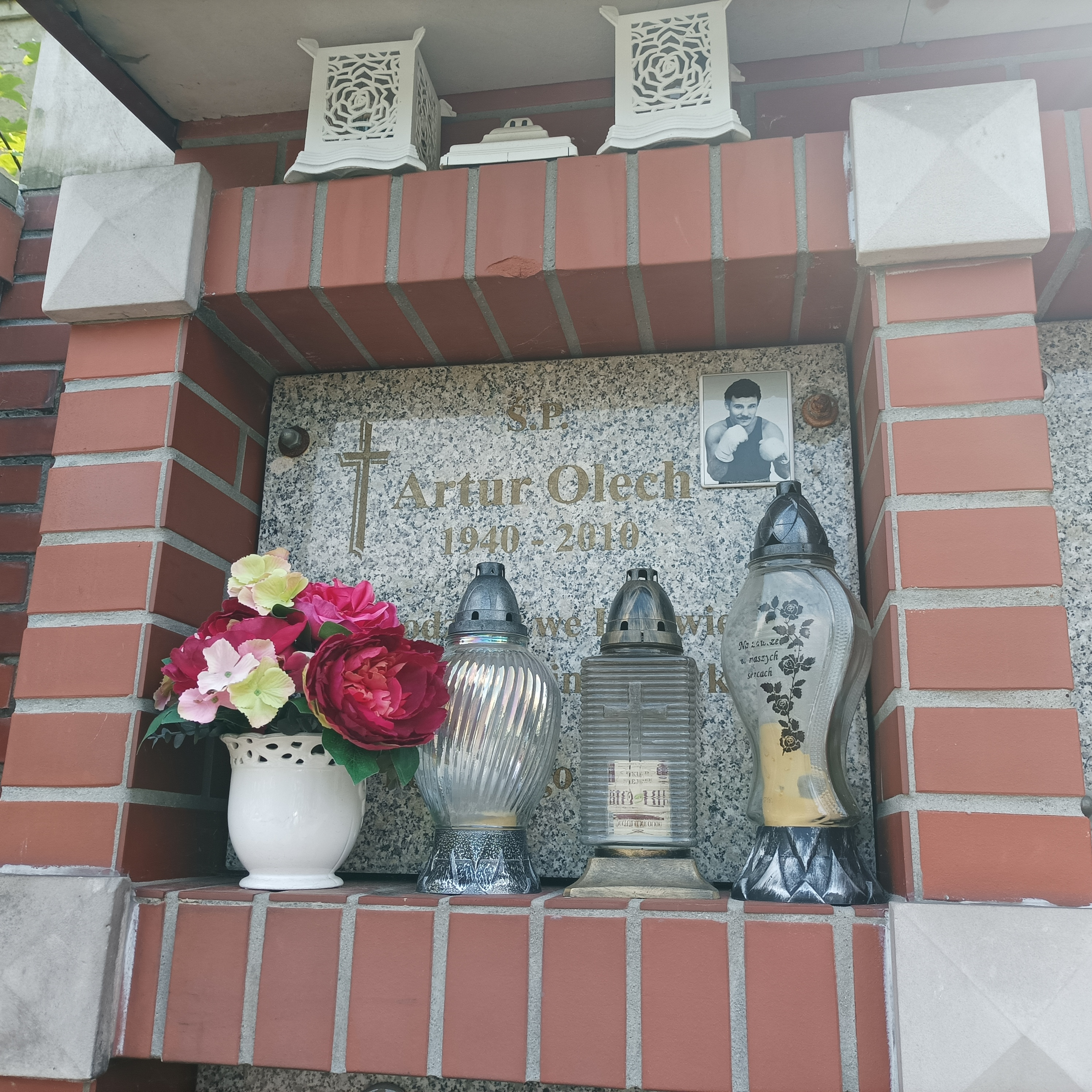
Могила Артура Олеха на цвинтарі Особовіце